# UseModWiki
UseModWiki är en wikiprogramvara av Clifford Adams. Han publicerade programmet under GPL-licensen. UseMod är ett Perlscript, som (oftast) läggs i cgi-bin-katalogen och styr skrivandet och redigeringen av sidor på en wiki. Wikipedia använde UseMod innan det gick över till MediaWiki (svenskspråkiga Wikipedia kördes fram till 1 december 2002 i UseMod).
Skriptet (som är en enda fil, med över 5 000 rader) tar liten plats samt kan konfigureras i flera olika språkversioner; färdiga översättningar finns i form av en följdfil.
Till skillnad från till exempel det nuvarande Wikipedia-skriptet behövs ingen rationell databas, ty skriptet tillverkar själv textfiler och deras mappar automatiskt, och wikin tar därför väldigt liten serverplats.

## Vidareutvecklingar av UseMod
- Oddmuse - utvecklad ur UseMod 0.92
- PurpleWiki